# Cynoglossum semnanicum
Cynoglossum semnanicum är en strävbladig växtart som beskrevs av M. Khatamsaz. Cynoglossum semnanicum ingår i släktet hundtungor, och familjen strävbladiga växter. Inga underarter finns listade i Catalogue of Life.